# Región de Shabeellaha Hoose
Shabeellaha Hoose (somalí: Shabeellaha Hoose; árabe: شبيلي السفلى Shabaylī as-Suflá) es una región administrativa (gobolka) en el sur de Somalia. Limita con las regiones somalíes de Banaadir, Shabeellaha Dhexe, Hiiraan, Bay y Jubbada Dhexe y el océano Índico. Su capital es la ciudad de Merca, y su segunda ciudad más importante es Qoryooley.
- Datos: Q877028
- Multimedia: Lower Shabele Region / Q877028